# Brû
Brû és un municipi francès, situat al departament dels Vosges i a la regió del Gran Est. L'any 2007 tenia 610 habitants.

## Demografia

### Població
El 2007 la població de fet de Brû era de 610 persones. Hi havia 218 famílies, de les quals 38 eren unipersonals (21 homes vivint sols i 17 dones vivint soles), 88 parelles sense fills, 88 parelles amb fills i 4 famílies monoparentals amb fills.
La població ha evolucionat segons el següent gràfic:
Habitants censats

### Habitatges
El 2007 hi havia 243 habitatges, 218 eren l'habitatge principal de la família, 18 eren segones residències i 7 estaven desocupats. 231 eren cases i 13 eren apartaments. Dels 218 habitatges principals, 179 estaven ocupats pels seus propietaris, 34 estaven llogats i ocupats pels llogaters i 5 estaven cedits a títol gratuït; 1 tenia dues cambres, 13 en tenien tres, 36 en tenien quatre i 169 en tenien cinc o més. 173 habitatges disposaven pel capbaix d'una plaça de pàrquing. A 75 habitatges hi havia un automòbil i a 116 n'hi havia dos o més.

### Piràmide de població
La piràmide de població per edats i sexe el 2009 era:
| Homes | Edats   | Dones |
| ----- | ------- | ----- |
| 0     | 95 o +  | 0     |
| 4     | 90 a 94 | 0     |
| 0     | 85 a 89 | 0     |
| 0     | 80 a 84 | 12    |
| 12    | 75 a 79 | 16    |
| 12    | 70 a 74 | 16    |
| 16    | 65 a 69 | 8     |
| 4     | 60 a 64 | 12    |
| 12    | 55 a 59 | 8     |
| 24    | 50 a 54 | 24    |
| 32    | 45 a 49 | 32    |
| 8     | 40 a 44 | 12    |
| 32    | 35 a 39 | 12    |
| 8     | 30 a 34 | 28    |
| 8     | 25 a 29 | 8     |
| 24    | 20 a 24 | 4     |
| 12    | 15 a 19 | 12    |
| 16    | 10 a 14 | 28    |
| 12    | 5 a 9   | 32    |
| 8     | 0 a 4   | 16    |

## Economia
El 2007 la població en edat de treballar era de 374 persones, 274 eren actives i 100 eren inactives. De les 274 persones actives 241 estaven ocupades (143 homes i 98 dones) i 33 estaven aturades (14 homes i 19 dones). De les 100 persones inactives 31 estaven jubilades, 32 estaven estudiant i 37 estaven classificades com a «altres inactius».

### Ingressos
El 2009 a Brû hi havia 221 unitats fiscals que integraven 612,5 persones, la mediana anual d'ingressos fiscals per persona era de 15.878 €.

### Activitats econòmiques
Dels 13 establiments que hi havia el 2007, 1 era d'una empresa alimentària, 1 d'una empresa de fabricació d'altres productes industrials, 7 d'empreses de construcció, 2 d'empreses de comerç i reparació d'automòbils i 2 d'empreses de serveis.
Dels 6 establiments de servei als particulars que hi havia el 2009, 2 eren guixaires pintors, 1 fusteria, 2 lampisteries i 1 electricista.
L'únic establiment comercial que hi havia el 2009 era una fleca.
L'any 2000 a Brû hi havia 7 explotacions agrícoles que ocupaven un total de 376 hectàrees.

## Equipaments sanitaris i escolars
El 2009 hi havia una escola elemental integrada dins d'un grup escolar amb les comunes properes formant una escola dispersa.

## Poblacions més properes
El següent diagrama mostra les poblacions més properes.